# Microstylum insigne
Microstylum insigne là một loài ruồi trong họ Asilidae. Microstylum insigne được Bromley miêu tả năm 1927. Loài này phân bố ở vùng nhiệt đới châu Phi.